# Quercus trojana
Quercus trojana, el roble de Macedonia o roble de Troya, sin. Quercus macedonicus es nativo del sureste de Europa y el suroeste de Asia, desde el sur de Italia, a través de los Balcanes meridionales hasta Turquía occidental, creciendo a altitudes bajas y moderadas (que pueden llegar a alcanzar los 1550 m en las latitudes más meridionales de clima seco en Turquía).

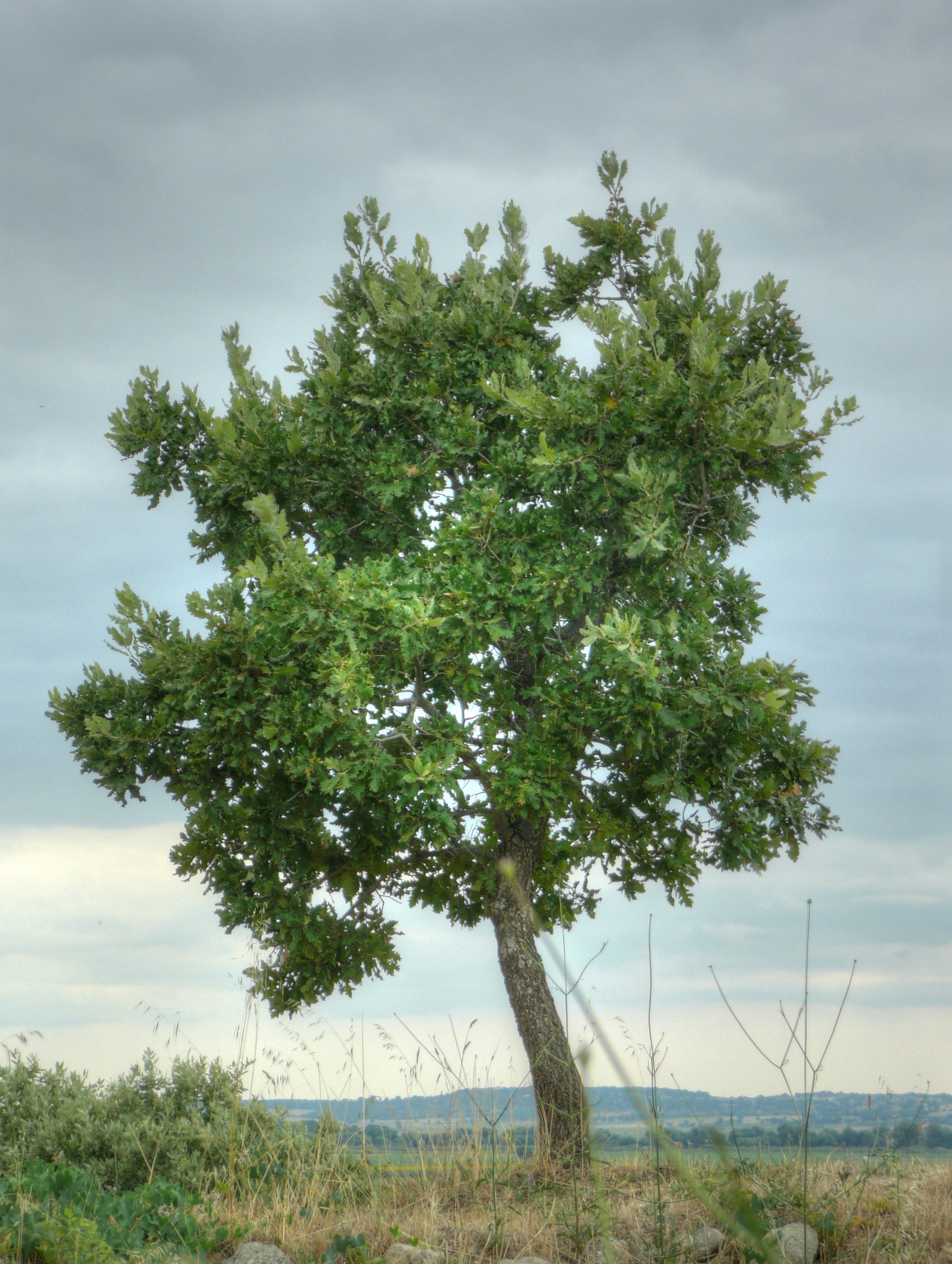
Vista del árbol

## Descripción
Es un árbol pequeño o mediano, alcanzando una altura de 10-20 m, con hojas grisoverdosas de unos 3-7 cm de longitud y 1,5-4 cm de anchura, y presentan un margen aserrado.

## Taxonomía
Quercus trojana fue descrita por  Philip Barker Webb    y publicado en Gardeners' magazine. London 15: 590. 1839.
Etimología
Quercus: nombre genérico del latín que designaba igualmente al roble y a la encina.
trojana: epíteto geográfico que alude a su localización en Troya.

## Variedades
- Quercus trojana subsp. euboica (Papaioannou) K.I.Chr., in Fl. Hellenica 1: 45 (1997). Grecia

Sinonimia
- - Quercus euboica Papaioannou, Prakt. Acad. Athèn. 23: 336 (1949).
- Quercus trojana subsp. trojana. Italia, Balcanes y Turquía 
  - Quercus aegilops Griseb., Spic. Fl. Rumel. 2: 44 (1844).
  - Quercus macedonica A.DC. in A.P.de Candolle, Prodr. 16(2): 50 (1864).
  - Quercus castaniifolia Pantan., Adnot. Fl. Faun. Herceg.: 31 (1874).
  - Quercus fragnus A.Longo, Bull. Natural. Sicil. 1: 6 (1886 publ. 1888).
  - Quercus ostryifolia Borbás, Erdész. Lapok 26: 932 (1887).
  - Quercus muzaura Balsamaki, Rivista Ital. Sci. Nat. 9: 282 (1889).
  - Quercus grisebachii Kotschy, Mattei & Bald., Malpighia 5: 80 (1891).
  - Quercus aegilops var. macedonica (A.DC.) Fiori & Paol. in A.Fiori & al., Fl. Italia 1: 271 (1898).
  - Quercus trojana f. macrobalana Gavioli, Arch. Bot. (Forlì) 1(2): 16 (1935).
- Quercus trojana subsp. yaltirikii Ziel., Petrova & D.Tomasz., Willdenowia 36: 846 (2006). Turquía[3]